# Ferencváros vasútállomás
Ferencváros vasútállomás vasútforgalom és elfoglalt területnagyság alapján egyaránt Magyarország legnagyobb állomása. Középponti szerepe az Összekötő vasúti híd megépítése során alakult ki, ugyanis ezen a hídon keresztül halad át Magyarország keleti és nyugati országrésze közötti vasútforgalom mintegy 90%-a.
A vasútállomás a Körvasút és a Budapest–Hegyeshalom–Bécs, valamint a Budapest–Kelebia-vasútvonal közbenső állomása. Forgalmának nagyobb részét a budapesti pályaudvarokat és állomásokat összekötő körvasúton bonyolódó teherforgalom teszi ki.

## Története
Az 1870-es évek végén Budapesten már három nagy fejpályaudvar működött: az Osztrák Államvasút Társaság (OÁVT) Nyugati, a MÁV Losonci (később Józsefvárosi) és a Déli Vasút Budai (ma Déli) pályaudvarai, azonban azokat nem kötötte össze vágány, kivéve egyetlen kapcsolatot, amely az OÁVT Kőbánya-Teher vasútállomását kötötte össze az Északi Vasút Kőbánya felső vasútállomásával. A vágány ma is létezik, ez az úgynevezett Királyvágány.
A MÁV által szorgalmazott és épített összekötővágányok első szakaszát 1877-1878 között helyezték üzembe. Az első szakasz 19 km hosszú vágánya az ekkorra felépült Összekötő vasúti hídon keresztül Kőbánya felsőt kötötte össze Kelenfölddel. Ennek az összekötő vágánynak a részeként épült meg Ferencváros állomás.
Már az első kapcsolódó vonalak előrevetítették Ferencváros állomás teherforgalomban betöltött jövőbeli szerepét. Megépült a Dunapart teherpályaudvaron át a Fővámház magasságáig vezető vágány, amelyen keresztül a vidékről, főleg az Alföldről származó élelmet szállították a Központi Vásárcsarnokba, ellátva a folyamatosan növekvő népességű fővárost.

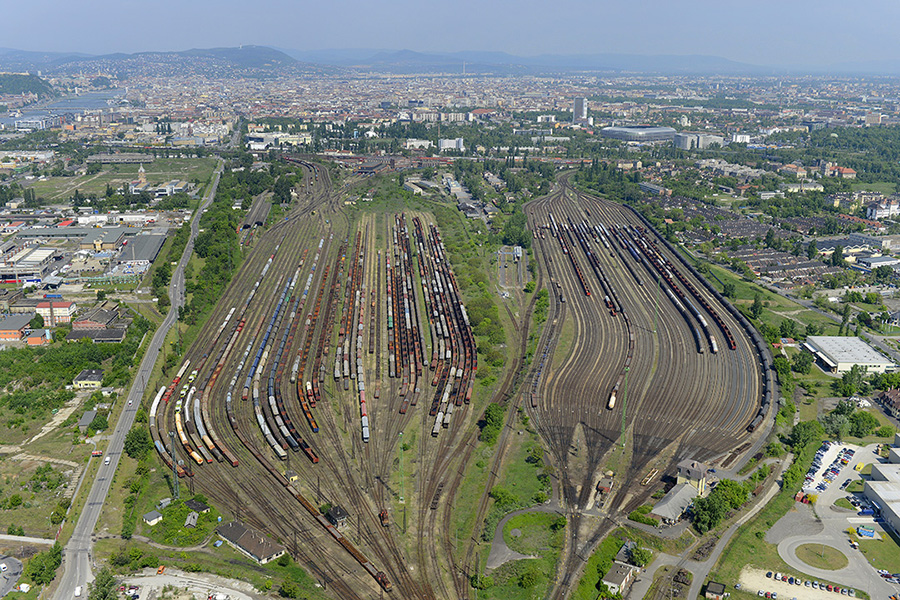
A ferencvárosi rendező pályaudvar légi fotón

Ezzel egy időben megépült a Kőbánya-Hizlaló vasútállomáson keresztül Szentlőrinc átrakó állomásig (amely nem azonos a mai Pestszentlőrinc, sem a Baranya vármegyei Szentlőrinc állomással) vezető vágányt.
1882 végére megépült a MÁV által épített Pest-Zimony vasútvonal, amelynek kezdő szakasza eleinte a Dunapart teherpályaudvarról indult ki, amelyet a fent említett mellékvágány kötött össze Ferencvárossal.
1889-ben összesen 23 km vágány épült Ferencváros és Józsefváros, Kőbánya felső, valamint az 1884-ben elkészült az új Központi pályaudvar (a jelenlegi Keleti pályaudvar) között. Az 1891-92-es években a helyezték üzembe Ferencváros–Marhavásártér és Ferencváros–Sertéshizlaló között vágányokat.
Tulajdonképpen már 1900 végén befejezték, de csak 1902-ben helyezték forgalomba Ferencváros rendező pályaudvarról kiágazó, 1,5 km hosszú, a IX. kerületi bikaréti sertésvásártelepig haladó vágányt. A vonal mentén állomás létesült Sertésvásártér néven. A vonal építését, de csak később 1902-ben vették ténylegesen használatba.
Az 1900-as évektől az ugrásszerűen megnövekedett teherforgalom részére a pályaudvart a déli irányban, a régi gubacsi puszták felé bővítették, építették tovább. Először a mai Nyugati rendező épült meg, keleti oldalában egy gurítódombbal, nyugati oldalában vasúti kocsijavító műhelyekkel.
1950-1954 között felépült a Keleti rendező, az új, korszerűnek számító fékezőelemes gurítódombbal.
Az 1980-as évek végétől kezdve a Ferencváros körül korábban kiépített kiszolgáló vágányokat elbontották, mivel a vágóhidakat, valamint a vágóhidak melléktermékeire épülő ipartelepeket felszámolták, legfőképp azért, mert az eredetileg a város szélére épült vágóhidakat és gyárakat napjainkra a város körbenőtte.

## Kapcsolódó vonalak
Ferencvárost a pályaudvartól keletre lévő vágányok Józsefvárost, Keleti pályaudvart, Kőbánya felsőt és Kőbánya-Kispestet kötik össze. Magyarországon egyedülálló módon itt fut hat nyíltvonali vágány egymás mellett.
A nyugatra lévő vágányok Kelenföld állomást kötik össze a pályaudvarral az Összekötő vasúti hídon át.
Déli irányban a Budapest–Kelebia-vasútvonal indul, Soroksári út állomásig két vágánnyal.
A pályaudvarba becsatlakozott még egy vonal, a Kis-Burma is. Ferencváros - Nyugati rendező végéről indult, a Nagykőrösi út (mai M5-ös autópálya bevezető szakasz) vonalán. Itt elérte a Cséry-féle szemétvasutat (későbbi 51-es villamos) és azzal párhuzamosan haladt egy darabon, majd a Nagykőrösi útról letérve Soroksár állomás északi végén csatlakozott be a 150-es vonalba.

## Funkciók

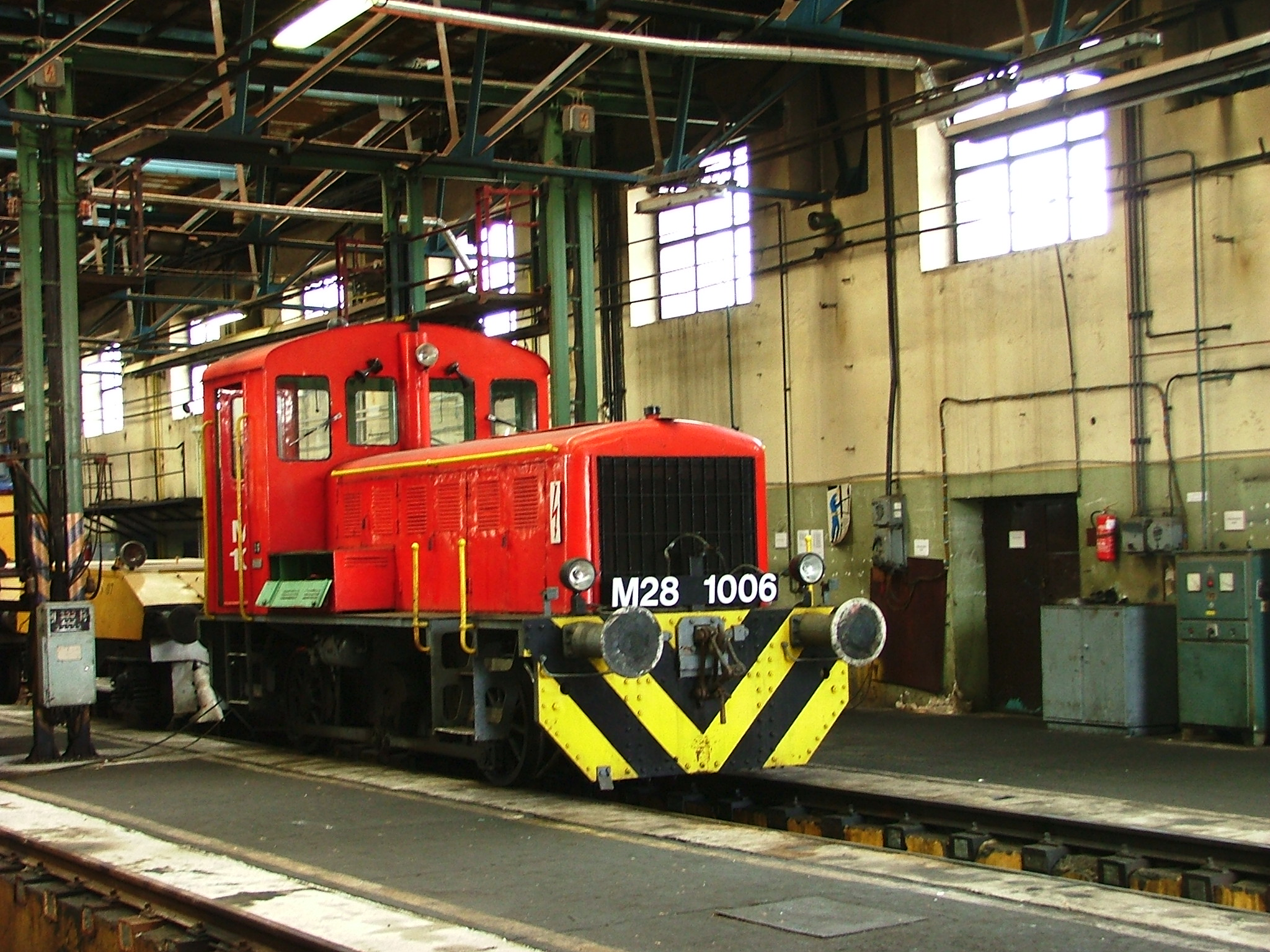
M28 1006 a ferencvárosi fűtőházban

Ferencváros első vágányai a Kőbánya felső és Kelenföld közötti vonallal párhuzamosan épültek ki. Ezekből ma már 19 vágány létezik, mindegyik forgalom alatt áll. A hátsó vágányok közül többet a síktolatásos elegyrendezéshez használnak.
A pályaudvaron egy emelt szigetperon van a III. és IV. átmenő fővágányok között, valamint egy alacsony oldalperon a II. vágány mellett. A peronokat szintben, a vágányokon létesített átjárókon lehet megközelíteni. A peronok keleti végén felüljáró is épült, azonban elsősorban nem az utasok, hanem a pályaudvaron dolgozók számára.
Ezeken a vágányokon túl épült ki a vontatási telep, fordítókoronggal. Jelenleg két mozdonyszín áll: egy a dízel- és egy a villanymozdonyok számára.
A mozdonyszín mögött terül el a ferencvárosi rendező pályaudvar több mint 80 vágány kapacitással, amelyek nagyobb része ma is üzemben van. Jelenleg csak egy gurítódomb üzemel, a megcsappant teherforgalom miatt a korábbihoz képest kevesebb műszakban működik.
A rendező pályaudvar vágányai fogják közre a központi szertárat, azonban az átalakuló MÁV csoportok alkatrész, ruha és egyéb termékek beszerzése más módon fog történni, jelentősége emiatt lecsökkent.
A BKV Ferencvárosi kocsiszínje rendelkezik összekötővágánnyal Ferencváros felé, például ezen a vágányon tolták be a vasúti kocsikon érkező Combino villamos szerelvényeket.

## Forgalom

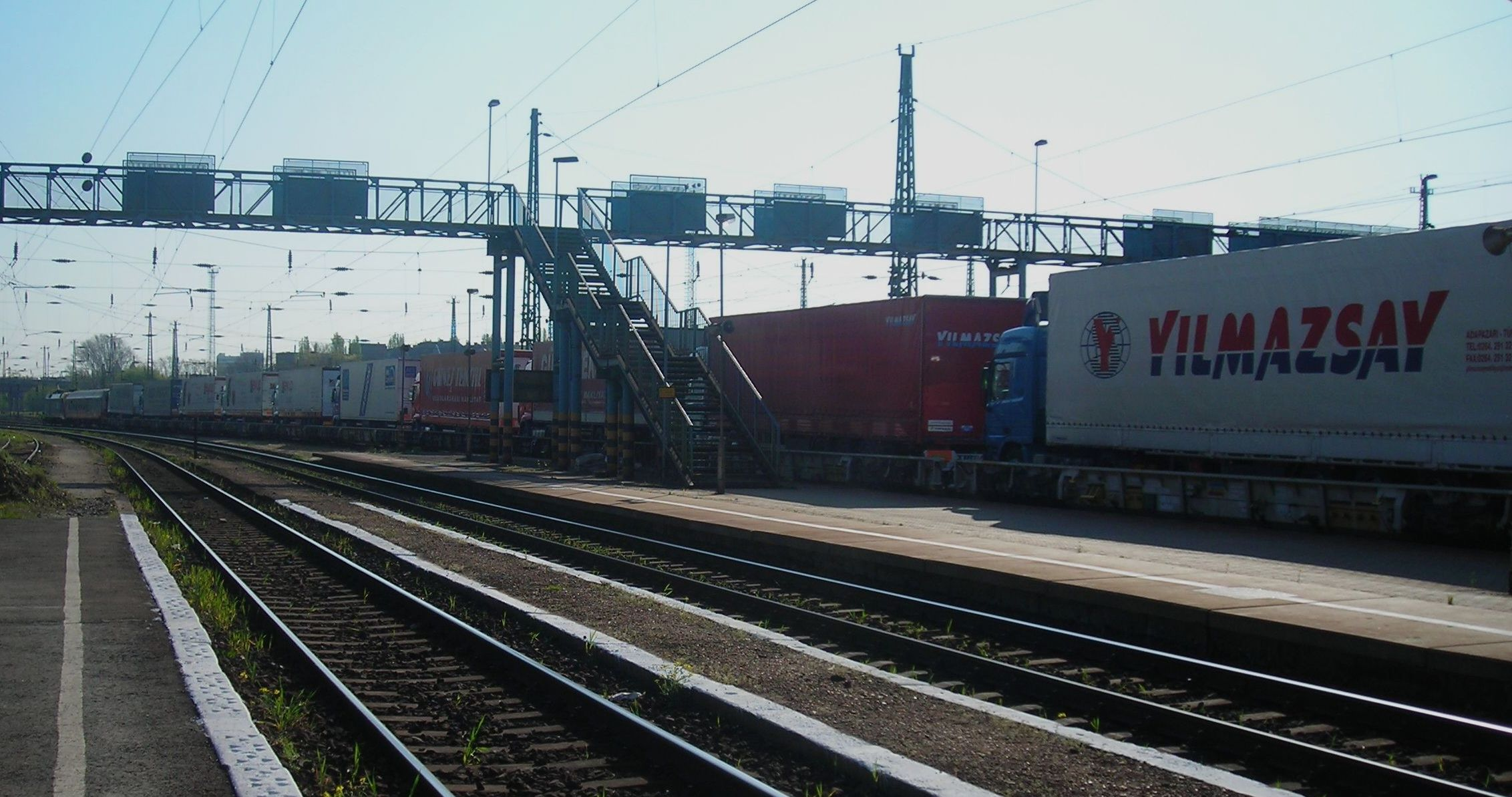
Egy RoLa vonat indulásra készen Ferencváros állomáson

| Járat                   | Útvonal | Gyakoriság                            |
| ----------------------- | --- | ------------------------------------- |
| G10                     | Budapest-Keleti → Ferencváros → Budapest-Kelenföld → Biatorbágy → Bicske alsó → Bicske → Alsógalla → Tatabánya → Tóvároskert → Tata → Komárom → Ács → (Nagyszentjános → Győrszentiván →) Győr-Gyárváros → Győr | Napi 3-5 Győr felé                    |
| S36                     | Kőbánya-Kispest – Ferencváros – Budapest-Kelenföld – Albertfalva – Budafok – Kastélypark – Tétényliget – Érd alsó – Tárnok (– Martonvásár) | Óránként                              |
| G43                     | Kőbánya-Kispest – Ferencváros – Budapest-Kelenföld – Budafok – Budatétény – Barosstelep – Érdliget – Érd felső – Tárnok – Martonvásár – Baracska – Kápolnásnyék – Velence – Gárdony – Agárd – Székesfehérvár | Óránként                              |
| G43                     | Székesfehérvár → Dinnyés → Agárd → Gárdony → Velencefürdő → Velence → Kápolnásnyék → Pettend → Baracska → Martonvásár → Tárnok → Érd felső → Érdliget → Barosstelep → Budatétény → Budafok → Budapest-Kelenföld → Ferencváros → Kőbánya-Kispest | Kora reggel 3 Budapest felé           |
| gyorsított személyvonat | Budapest-Keleti – Ferencváros – Budapest-Kelenföld – (Biatorbágy → Bicske alsó → Bicske →) Alsógalla – Tatabánya (← Vértesszőlős) – Tóvároskert – Tata (← Almásfüzitő ← Almásfüzitő felső ← Szőny) – Komárom – Ács (← Nagyszentjános ← Győrszentiván) – Győr-Gyárváros – Győr – Abda – Öttevény – Lébény-Mosonszentmiklós – Mosonmagyaróvár – Levél – Hegyeshalom | Munkanapokon napi 1-2 pár             |
| Rába InterRégió         | Szombathely → Sárvár → Celldömölk → Mezőlak → Pápa → Vaszar → Szerecseny → Gyömöre-Tét → Győrszabadhegy → Győr → Komárom → Tata → Tatabánya → Bicske → Budapest-Kelenföld → Ferencváros → Budapest-Keleti | Iskolaidőben vasárnap 1 Budapest felé |
| Rába InterRégió         | Győr → Komárom → Tata → Tatabánya → Bicske → Budapest-Kelenföld → (Ferencváros →) Budapest-Keleti | Iskolaidőben vasárnap 1 Budapest felé |
| Vitorlás InterRégió     | Szolnok – Újszász – Nagykáta – Szentmártonkáta – Tápiószecső – Szőlősnyaraló – Sülysáp – Pusztaszentistván – Mende – Gyömrő – Maglódi nyaraló – Maglód – Ecser – Rákoskert – Rákoshegy – Rákos – Kőbánya felső – Ferencváros – Budapest-Kelenföld – Velence – Székesfehérvár – Balatonaliga – Szabadisóstó – Szabadifürdő – Siófok – Balatonszéplak felső – Balatonszéplak alsó – Zamárdi felső – Zamárdi – Szántód – Balatonföldvár – Balatonszemes – Balatonlelle – Balatonboglár – Fonyódliget – Fonyód | Nyári hétvégéken napi 1 pár           |

### Személyforgalom
Az állomáson a Budapest–Kelebia-vasútvonal személyvonatai, a Székesfehérvár és Kőbánya-Kispest között közlekedő gyorsított személyvonatok és a tárnoki személyvonatok állnak meg, valamint nyári időszakban egy-két, a Balaton felé közlekedő távolsági fürdővonat áll meg, melyek közül az egyik Záhonyból Tapolcára közlekedik.

### Teherforgalom
Rendező pályaudvari szerepe miatt éjjel-nappal, az év minden időszakában jelentős a teherforgalom. Naponta átlagosan (adat) tehervonat közlekedik le. A 2008-ban kirobbant gazdasági világválság idején előfordult olyan nap, amikor a pályaudvar külső része teljesen üres volt.

## Megközelítés budapesti tömegközlekedéssel
- Busz:  281
- Villamos:  1
- Éjszakai autóbusz:  901, 918
- Vonat:   G10   S36   G43  gyorsvonat